# 恩利尔-库杜里-乌苏尔
恩利尔-库杜里-乌苏尔（英語：Enlil-kudurri-usur）（？—前1193年），中亚述时期的亚述国王（公元前1197年—公元前1193年在位）继承亚述尼拉里三世之位，他在位4年去世，由尼努尔塔-阿帕尔-伊库尔承袭。
| 前任： 亚述尼拉里三世 | 亚述国王 前1197年－前1193年 | 繼任： 尼努尔塔-阿帕尔-伊库尔 |